# 石川県道190号矢作松任線
石川県道190号矢作松任線（いしかわけんどう190ごう やはぎまっとうせん）は石川県野々市市と同県白山市とを結ぶ一般県道（石川県道）である。

## 概要
- 起点：石川県野々市市矢作二丁目16番地先（＝矢作交差点・石川県道179号野々市鶴来線交点）
- 終点：石川県白山市成町143番地先（＝成町南交差点・石川県道104号松任美川線、石川県道291号三日市松任線交点）

## 歴史
- 1960年（昭和35年）10月15日：路線認定。

## 接続道路
- 石川県道179号野々市鶴来線（野々市市矢作2丁目・矢作交差点：起点）
- 国道157号（白山市長竹町・長竹東交差点）
- 国道8号（国道305号重複）（白山市乾町・乾町交差点）
- 石川県道8号松任宇ノ気線（白山市布市1丁目・布市交差点）
- 石川県道174号安吉松任線（白山市四日市町・四日市交差点）
- 石川県道187号八日市松任停車場線（白山市中町・広小路交差点）
- 石川県道104号松任美川線、石川県道291号三日市松任線（白山市成町・成町南交差点：終点）

## 通過する自治体
- 石川県
  - 野々市市 - 白山市

## 道路の通称
- 千代尼通り（白山市乾町・乾町交差点 - 同市成町・成町南交差点：終点）

## 周辺
- 野々市市役所
- あらみや公園
- 国土交通省 松任除雪ステーション
- 白山市立東明小学校
- 白山市松任斎場
- 白山市松任中央墓地公苑
- 若宮公園
- 若宮八幡宮
- 白山市立松任明治洋風館
- NTT西日本 松任電話交換所